# سلسلة بطن
سلسلة البطن أو سلسلة الخصر هي نوع من مجوهرات الجسم المتدلية حول الخصر. بعض سلاسل البطن يتم إرفاقها مع ثقب السرة؛ كما يتم تسميتها وقتها «سلاسل البطن المثقوبة».غالباً ما تكون هذه السلاسل مصنوعة من الفضة أو الذهب. في بعض الأحيان يتم استخدام القماش حول الخصر بدلاً من السلسلة. سلسلة البطن تستخدم بكثرة بغرض التزين للراقصات.
لفترة طويلة بقي استخدام سلسلة البطن محصوراً على النساء مع وجود بعض الاستثناءات كما مع المصمم ديفون تيرنبل.

## التاريخ
تاريخياً، يرجع استخدام سلاسل الخصر أو البطن إلى 4000 سنة أو أكثر، حيث كان استخدام سلاسل الخصر شائعاً جداً في دول الشرق من قبل الرجال والنساء كجزء من الاحتفالات الدينية، أو بغرض إظهار الثراء. العديد من المنحوتات القديمة واللوحات المأخوذة من مواقع مختلفة في الهند والتي يعود تاريخها إلى حضارة وادي السند تشير وتؤكد أن سلاسل الخصر كانت من المجوهرات الشعبية جداً في ذلك الوقت. في جزر المالديف، أفاد التاريخ أن العلماء والقضاة وأصحاب النفوذ ارتدوا سلاسل من الفضة حول منطقة الخصر وخصوصاً قبل العام 1680.